# Festuca brachyphylla
Festuca brachyphylla là một loài thực vật có hoa trong họ Hòa thảo. Loài này được Schult. mô tả khoa học đầu tiên năm 1824.

## Hình ảnh

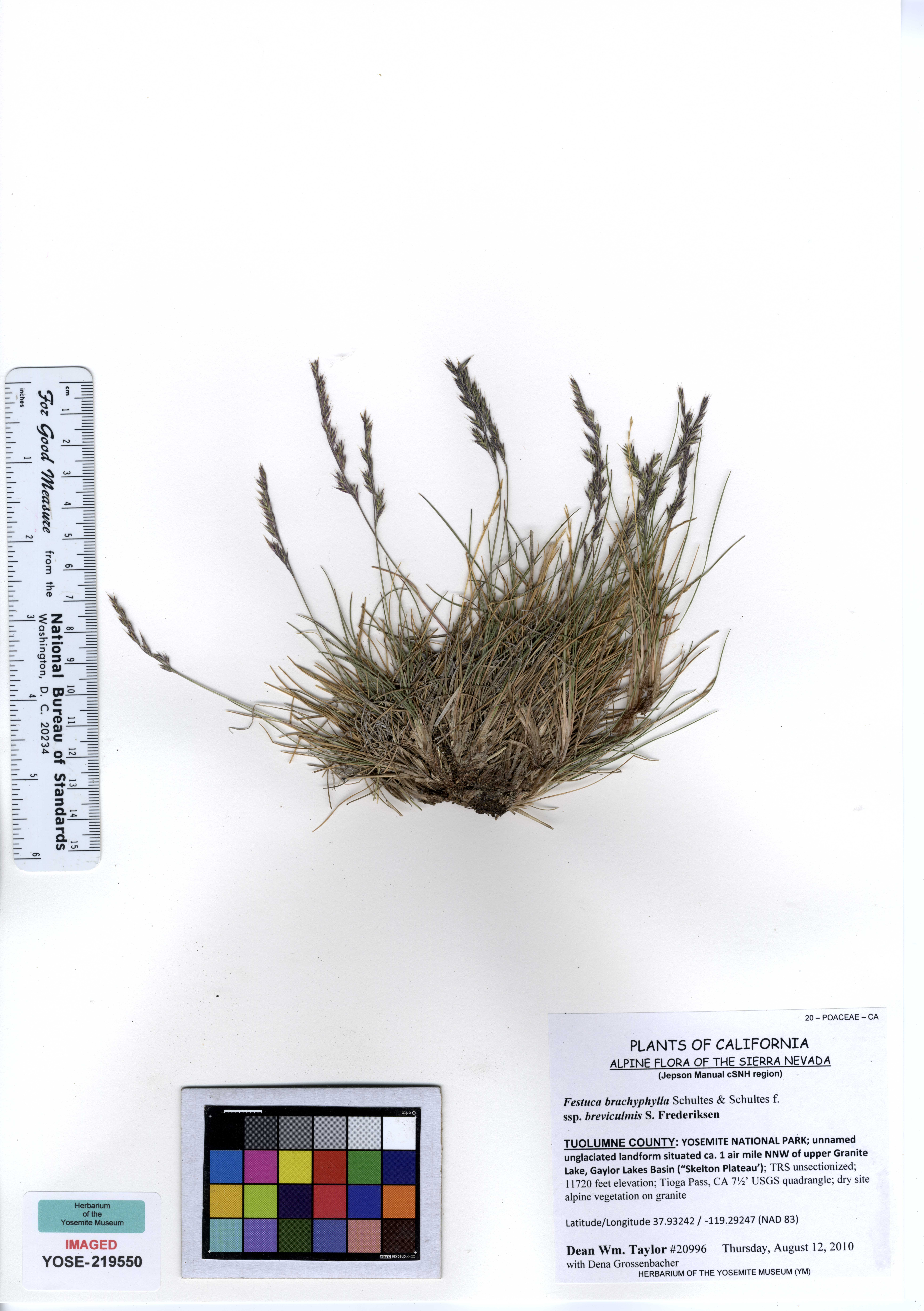

- Tập tin:Festuca brachyphylla WPC.jpg